# Liste der Naturdenkmale in Bermersheim vor der Höhe
Die Liste der Naturdenkmale in Bermersheim vor der Höhe nennt die im Gemeindegebiet von Bermersheim vor der Höhe ausgewiesene Naturdenkmale (Stand 17. Februar 2024).

## Naturdenkmale
| Nr. | Bezeichnung                             | Lage               | Beschreibung  | Bild            |
| --- | --------------------------------------- | ------------------ | ------------- | --------------- |
|     | Eibe an der Kirche Bermersheim v. d. H. | Kirchgässchen Lage | Taxus baccata | Fotos hochladen |